# Diane Morgan
Diane Morgan, född 5 oktober 1975 i Bolton, Greater Manchester, är en brittisk komiker, skådespelare och manusförfattare.
Morgan är mest känd för sina mockumentärer under namnet Philomena Cunk.

## Filmografi i urval
- 2016 – Livet efter dig
- 2016 – David Brent: Life on the Road
- 2018 – Cunk on Britain (TV-serie)
- 2019–2022 – After Life (TV-serie)
- 2019 – Mandy (TV-serie)
- 2021 – Intelligence (TV-serie)
- 2022 – Inside No. 9 (TV-serie)
- 2022 – The Sandman (TV-serie) (röst)
- 2022 – Cunk on Earth (TV-serie)
- 2024 – Cunk on Life (TV-serie)
- 2024 – The Completely Made-Up Adventures of Dick Turpin (TV-serie)
- 2024 – Wallace & Gromit: Hämnden har vingar (röst)